# ديفيد وايس (روائي)
ديفيد وايس (بالإنجليزية: David Weiss)‏ (1909 - 2002)؛ روائي أمريكي.